# Euploea lygdania
Euploea lygdania är en fjärilsart som beskrevs av Hans Fruhstorfer 1910. Euploea lygdania ingår i släktet Euploea och familjen praktfjärilar. Inga underarter finns listade i Catalogue of Life.